# David Lane
David Eden Lane (Woden, 2 de novembro de 1938 — Terre Haute, 28 de maio de 2007) foi um supremacista branco estadunidense. É considerado um dos mais influentes líderes do neonazismo. Morreu na prisão federal de Terre Haute, enquanto cumpria uma pena de 190 anos.

## Vida e obra
Foi casado com Katja Lane (Katuscha Maddox), que defendia seus mesmos ideais, tendo ela sido, em conjunto com Ron McVan, a publicadora do livro "Temple of Wotan" (Templo de Wotan, em português).
Davi Lane criou um culto derivado do Odinismo, o Wotanismo. (Odin e Wotan são os mesmos deuses, porém na Escandinávia usa-se a denominação "Odin" e no restante da Europa usa-se o termo "Wotan"). Segundo ele, "WOTAN" também poderia ser uma sigla para "Will of the Aryan Nation" (em português "Vontade da Nação Ariana").

## Críticas aowotanismo
Seu modo de avaliar Wotan (o rei dos Deuses na mitologia nórdica) foi por vezes criticado por neopagãos ao redor do globo. David Lane via Wotan como o arquétipo da raça ariana, crendo que ele era apenas um símbolo cultural étnico e um modelo a ser seguido, já que era o Deus da Sabedoria e da Guerra, remontando à ideia de que todo ariano deveria possuir intelecto e físico superiores aos pertencentes às demais raças.
Dessa forma, abandona a ideia de Wotan como "criatura divina" e torna-o apenas uma figura política e psicológica, atitude desaprovada pela maioria dos neopagãos.

## The Order
Foi o fundador do "The Order" (em português, A Ordem), grupo auto-denominado nacionalista branco revolucionário e que perdurou de 1983 a 1984. O grupo ficou famoso pelo assassinato do radialista Alan Berg em 18 de Junho de 1984.